# 奧帕托羅
奧帕托羅（西班牙語：Opatoro），是洪都拉斯的城鎮，位於該國西南部，由拉巴斯省負責管轄，始建於1889年，面積238.7平方公里，海拔高度1,417米，2001年人口7,392，人口密度每平方公里30.97人。
14°05′N 87°54′W / 14.083°N 87.900°W